# 彭布羅克派恩斯
彭布羅克派恩斯（Pembroke Pines, Florida）是美國佛羅里達州布勞沃德縣的一個城市，位於佛羅里達半島東部。面積89.2平方公里，2006年人口150,064人。
1959年設鎮，1960年建市。